# 曾三聘
曾三聘（1144年—1220年) 字无逸，吉州新淦（今江西省峡江县水边镇）人。

## 生平
宋孝宗乾道二年（1166年）进士。后调赣州司户参军。累迁军器监主簿。紹熙四年（1193年）遷祕書郎。寧宗立，兼考功郎，出知郢州。韓侂胄爲相，被指爲趙汝愚心腹，坐追奪兩官，奉祠。韓佗胄被誅，遭竄斥者相繼召用，三聘隱跡山林，未再入仕。嘉定三年（1120年）卒。謚忠節。

## 家族
父曾敏行；为次子。弟曾三異。
有子曾宏正。

## 延伸阅读
[在维基数据编辑]
 《宋史/卷422》，出自脱脱《宋史》